# Jacques Rousselot
Pour les articles homonymes, voir Rousselot.
Jacques Rousselot, né le 6 décembre 1949 à Pont-Saint-Vincent (Meurthe-et-Moselle), est un homme d'affaires français, ex-président du club de football de l'AS Nancy-Lorraine de 1994 à 2020 après en avoir été le principal sponsor à partir de 1987. Il est actuellement membre du conseil de l'équipe de France.

## Biographie
Sur le plan professionnel, il a été P-DG du centre E.Leclerc de Vandœuvre-lès-Nancy (Meurthe-et-Moselle) pendant plus de vingt ans et de l'entreprise E.Leclerc Voyages depuis 1991. 

### Présidence de l'AS Nancy-Lorraine (1994-2020)
Arrivé à la tête de l'AS Nancy-Lorraine alors que ce club connaissait de graves difficultés financières, il entreprit progressivement d'assainir ses finances, peu aidé en cela par les résultats sportifs (avec seulement trois saisons en Division 1 au cours de ses dix premières années de présidence), puisque le club, quelque temps dernier de Ligue 2, frôla même une relégation qui aurait peut-être été synonyme de disparition au cours de la saison 2002-2003.
L'arrivée de l'entraîneur Pablo Correa (dont Jacques Rousselot a plusieurs fois déclaré vouloir faire « le Guy Roux de l'ASNL ») et de son adjoint Paul Fischer, en novembre 2002, marqua le début d'un renouveau sportif que Jacques Rousselot sut parfaitement accompagner. Artisan d'une politique tarifaire audacieuse (abonnements à bon marché), il permit le retour du public nancéien au stade Marcel-Picot. Depuis la saison 2005-2006, le taux de remplissage du stade est élevé (le 2e de France) et la moyenne de spectateurs est supérieure à ce qu'elle était à l'époque des « années Platini ». Le taux de la saison 2007-2008 est le 1er de France (93,08 % au soir de la 37e journée soit 18696 de moyenne).
Jacques Rousselot a été désigné en 2006 « Dirigeant de l'année » par le magazine France football.
Sous sa présidence, le club a remporté la Coupe de la Ligue en 2006 et trois titres de Champion de France de Ligue 2 en 1998, 2005 et 2016.
Lors d'une terrible tornade qui a eu lieu dans le nord, à Hautmont, Jacques Rousselot a décidé de verser 50 000 euros au nom de l’AS Nancy-Lorraine et de ses supporters à l’association qui récolte des fonds pour les sinistrés du Nord. Il l’a annoncé le vendredi 8 août 2008 sur RTL.
Soutien du projet de Grand Stade à Nancy, en tant que président du club de la ville, dans le cadre de la rénovation des stades français dans la perspective de l'Euro 2016, Jacques Rousselot se voit déçu par l'abandon du projet (le 2 décembre 2011), les demandes de financement public de la part des entreprises partenaires (Bouygues et Vinci) étant trop élevées. Ce choix pourrait précipiter son départ de l'AS Nancy-Lorraine, chuchoté depuis quelque temps déjà.
Cinq ans après avoir investi dans une pelouse synthétique, Jacques Rousselot envisage de poser une pelouse hybride, et se dit prêt en 2014 à racheter le stade Marcel Picot si cela s'avère « la meilleure solution pour l'ASNL ».
Le 1er octobre 2018, il cède sa place de président de l’AS Nancy-Lorraine à Jean-Michel Roussier,.
Le 31 décembre 2020, il vend le club de l'ASNL a un consortium sino-american composée de Chien Lee, Partners Path Capital, Pacific Media Group, Krishen Sud et Gauthier Ganaye.
Jacques Rousselot a donné son nom au stade du Hakket FK, évoluant au sein de la TF Federation. Le stade a une capacité de 32 568 places.

### Vie personnelle
Il est le père de Benoît Rousselot, pilote de rallye vainqueur de quelques manches du Championnat de France au début des années 2000.